# Cyaniris semiargus semiargus
Cyaniris semiargus semiargus é uma subespécie de insetos lepidópteros, mais especificamente de borboletas pertencente à família Lycaenidae.
A autoridade científica da subespécie é Rottemburg, tendo sido descrita no ano de 1775.
Trata-se de uma subespécie presente no território português.